# Unicodeblock Blockelemente
Der Unicodeblock Blockelemente (engl. Block Elements, U+2580 bis U+259F) enthält Boxen u. a. aus der Codepage 437 und CBM-ASCII, die häufig in zeichenorientierten Benutzerschnittstellen zu Grafikzwecken verwendet wurden.

## Tabelle
Alle Zeichen haben die Kategorie „Anderes Symbol“ und die bidirektionale Klasse „Anderes neutrales Zeichen“.
| Unicodenummer | Zeichen (400 %) | Offizielle Bezeichnung                              | Beschreibung                                    |
| ------------- | --------------- | --------------------------------------------------- | ----------------------------------------------- |
| U+2580 (9600) | ▀               | UPPER HALF BLOCK                                    | Halber Block oben                               |
| U+2581 (9601) | ▁               | LOWER ONE EIGHTH BLOCK                              | Achtelblock unten                               |
| U+2582 (9602) | ▂               | LOWER ONE QUARTER BLOCK                             | Viertelblock unten                              |
| U+2583 (9603) | ▃               | LOWER THREE EIGHTHS BLOCK                           | Dreiachtelblock unten                           |
| U+2584 (9604) | ▄               | LOWER HALF BLOCK                                    | Halber Block unten                              |
| U+2585 (9605) | ▅               | LOWER FIVE EIGHTHS BLOCK                            | Fünfachtelblock unten                           |
| U+2586 (9606) | ▆               | LOWER THREE QUARTERS BLOCK                          | Dreiviertelblock unten                          |
| U+2587 (9607) | ▇               | LOWER SEVEN EIGHTHS BLOCK                           | Siebenachtelblock unten                         |
| U+2588 (9608) | █               | FULL BLOCK                                          | Voller Block                                    |
| U+2589 (9609) | ▉               | LEFT SEVEN EIGHTHS BLOCK                            | Siebenachtelblock links                         |
| U+258A (9610) | ▊               | LEFT THREE QUARTERS BLOCK                           | Dreiviertelblock links                          |
| U+258B (9611) | ▋               | LEFT FIVE EIGHTHS BLOCK                             | Fünfachtelblock links                           |
| U+258C (9612) | ▌               | LEFT HALF BLOCK                                     | Halber Block links                              |
| U+258D (9613) | ▍               | LEFT THREE EIGHTHS BLOCK                            | Dreiachtelblock links                           |
| U+258E (9614) | ▎               | LEFT ONE QUARTER BLOCK                              | Viertelblock links                              |
| U+258F (9615) | ▏               | LEFT ONE EIGHTH BLOCK                               | Achtelblock links                               |
| U+2590 (9616) | ▐               | RIGHT HALF BLOCK                                    | Halber Block rechts                             |
| U+2591 (9617) | ░               | LIGHT SHADE                                         | Helle Schattierung                              |
| U+2592 (9618) | ▒               | MEDIUM SHADE                                        | Mittlere Schattierung                           |
| U+2593 (9619) | ▓               | DARK SHADE                                          | Dunkle Schattierung                             |
| U+2594 (9620) | ▔               | UPPER ONE EIGHTH BLOCK                              | Achtelblock oben                                |
| U+2595 (9621) | ▕               | RIGHT ONE EIGHTH BLOCK                              | Achtelblock rechts                              |
| U+2596 (9622) | ▖               | QUADRANT LOWER LEFT                                 | Quadrant unten-links                            |
| U+2597 (9623) | ▗               | QUADRANT LOWER RIGHT                                | Quadrant unten-rechts                           |
| U+2598 (9624) | ▘               | QUADRANT UPPER LEFT                                 | Quadrant oben-links                             |
| U+2599 (9625) | ▙               | QUADRANT UPPER LEFT AND LOWER LEFT AND LOWER RIGHT  | Quadranten oben-links unten-links unten-rechts  |
| U+259A (9626) | ▚               | QUADRANT UPPER LEFT AND LOWER RIGHT                 | Quadranten oben-links unten-rechts              |
| U+259B (9627) | ▛               | QUADRANT UPPER LEFT AND UPPER RIGHT AND LOWER LEFT  | Quadranten oben-links oben-rechts unten-links   |
| U+259C (9628) | ▜               | QUADRANT UPPER LEFT AND UPPER RIGHT AND LOWER RIGHT | Quadranten oben-rechts unten-links unten-rechts |
| U+259D (9629) | ▝               | QUADRANT UPPER RIGHT                                | Quadrant oben-rechts                            |
| U+259E (9630) | ▞               | QUADRANT UPPER RIGHT AND LOWER LEFT                 | Quadranten oben-rechts unten-links              |
| U+259F (9631) | ▟               | QUADRANT UPPER RIGHT AND LOWER LEFT AND LOWER RIGHT | Quadranten oben-rechts unten-links unten-rechts |